# F1 Manager 2022
F1 Manager 2022 est un jeu de simulation de management du championnat 2022 de Formule 1, de Formule 2 et de Formule 3, développé et édité par Frontier Developments. Le jeu est sorti mondialement le 30 août 2022.

## Système de jeu
F1 Manager 2022 permet de gérer une écurie de Formule 1. Contrairement à un jeu vidéo de Formule 1, le joueur contrôle tous les aspects d'une équipe de Formule 1, à l'exception du pilotage à proprement parler. La totalité des écuries, des pilotes et des circuits de la saison 2022 sont présents et chacune des écuries a son propre objectif. Le joueur doit gérer la stratégie d'équipe à mener durant les courses, y compris durant les aléas de course comme les variations de temps, les voitures de sécurité ou les drapeaux rouges, signifiant une interruption de la course.
Comme tous les jeux vidéo de simulation économique, le joueur doit également gérer le budget alloué à l'écurie. Il faut gérer les rentrées d'argent avec les résultats sportifs afin de pouvoir acheter des améliorations techniques pour la Formule 1 ou pour embaucher du nouveau personnel ou en débaucher à la concurrence. 
Les commentateurs anglais sont David Croft, journaliste sportif pour la chaîne anglaise Sky Sports et Karun Chandhok, ancien pilote de Formule 1.

## Développement
En mars 2020, Frontier Developments et la Fédération internationale de l'automobile (FIA) signent un partenariat afin de développer des jeux de gestion basés sur la 
Formule 1.
Le jeu sort le 30 août 2022 sur PlayStation 5, PlayStation 4, Xbox Series X et S, Xbox One et Microsoft Windows. Si le jeu est précommandé en dématérialisé, celui-ci peut être obtenu le 25 août 2022, avant le Grand Prix automobile de Belgique 2022.